# زرع الغدة الزعترية
زرع الغدة الزعترية هو شكل من أشكال زرع الأعضاء حيث يتم نقل الغدة الزعترية من جسم إلى آخر.

## دواعي زراعة الغدة
يمكن استخدام زرع الغدة الزعترية لعلاج الرضع الذين يعانون من متلازمة دي جورج، الذين يعانون من اختفاء أو نقص في أنسجة الغدة، مما تسبب مشاكل في استجابة الجهاز التائي في الخلايا التائية. تمثل هذه المجموعة الفرعية أقل من 1% من مرضى متلازمة دي جورج.
متلازمة نيزيلوف هو مرض آخر متعلق بالغدة الزعترية.

## آثار وتشخيص المرض
أدت دراسة أجريت على 54 طفلًا يعانون من متلازمة دي جورج أن الخلايا التائية بولكلونل استجابت للميتوجينس. الإجراء كان جيد وأسفر عن استقرار مناعي في هؤلاء الرضع. كان معدل البقاء على قيد الحياة من 75%.
وتشمل المضاعفات زيادة التعرض للعدوى وذلك لان خلايا T لم تتطور بعد، والطفح الجلدي.